# Rakówko (ładownia kolejowa)
Rakówko – zlikwidowana w 1945 roku ładownia kolejowa w Jeżach na linii kolejowej Pisz – Kolno, w powiecie piskim, w województwie warmińsko-mazurskim, w Polsce.